# Trubbstarr
Trubbstarr (Carex obtusata) är en flerårig gräslik växt inom släktet starrar och familjen halvgräs. Trubbstarr växer ofta i mattor med långa utlöpare och har mörkt brunvioletta basala slidor. De något gråaktiga bladen blir från 1 till 1,5 mm breda och är kortare än stråna. Det enda axet är 8 till 15 mm och har fem till tio honblommor nertill. De bruna axfjällen är cirka 1,5 mm och hinnkantade. De glänsande rödbruna fruktgömmena blir från tre till fyra mm, är rundade, utstående och med en tvärt avsatt näbb och slits på ryggen. Trubbstarr blir från 5 till 15 cm hög och blommar i maj.

## Utbredning
Trubbstarr är sällsynt i Norden men kan återfinnas på kalkrik sand- eller grusmark, såsom ängar och vägkanter. Dess utbredning i Norden sträcker sig till något område i Skåne samt på Öland.